# Gonatobotryum maculicola
Gonatobotryum maculicola är en svampart som först beskrevs av Georg Winter, och fick sitt nu gällande namn av Pier Andrea Saccardo 1886. Gonatobotryum maculicola ingår i släktet Gonatobotryum, divisionen sporsäcksvampar och riket svampar.   Inga underarter finns listade i Catalogue of Life.